# Nußdorf-Debant
Nußdorf-Debant é um município da Áustria, situado no distrito de Lienz, no estado do Tirol. Tem 53,43 km² de área e sua população em 2019 foi estimada em 3.356 habitantes.